# Фиорано Канавезе
Фиора̀но Канавѐзе (на италиански: Fiorano Canavese; на пиемонтски: Fioran, Фиоран) е село и община в Метрополен град Торино, регион Пиемонт, Северна Италия. Разположено е на 256 m надморска височина. Към 1 януари 2020 г. населението на общината е 764 души, от които 38 са чужди граждани.